# Efika
Az Efika (esetenként: EFIKA írásmóddal) a Genesi, mint információ-technológia szolgáltató cég által gyártott és forgalmazott terméksorozatának a márkaneve. A kezdetben Power ISA, majd ARM architektúrára épülő alaplapok komplett gyártási dokumentációval kerülnek a piacra, hogy aztán azokat ügyfeleik saját arculatukra, specifikus céljaikra adaptálhassák.

## Történet
A Genesi az EFIKA fejlesztését még 2005-ben kezdte el, 2006 januárjában Fejlesztői Programot (EFIKA Developer Program) indított útnak, de végül a — MPC5200B processzort tartalmazó — egylapkás rendszerre (SoC) köré épített alaplapját a 2006. szeptember 21-én Darmstadtban megrendezésre került TechTrends szimpóziumon mutatta be először a nyilvánosság előtt. Tömeggyártás szerepelt a terveik között és nem csak az üzleti felhasználóknak, hanem végfelhasználók számára is (Power2People). A belépőszintű hardverprojektet támogató Freescale egyből rendelt is 400 darabot az új alaplapból, melyet a processzora köré hardvereket fejlesztők számára kínált teszt-alaplapnak.
Az alaplap bootloadere, az Open Firmware olyan kialakítású volt, hogy megkönnyítse bármely operációs rendszer illesztését és működését a hardveren. A főként beágyazott rendszereket felvonultató szimpóziumra még csak Debian Linuxot futtató gép érkezett, de már folyamatban volt a MorphOS-kompatibilitás szoftveres megvalósítása is, mely 2006 októberében sikerült a MorphOS 1.5-ös változat futtatásával. Hivatalosan az EFIKA alaplapok támogatása majd 2007 júliusától, a MorphOS 2.0-ás verziójától volt biztosított.
2007. október elején jelent meg az OpenSUSE 10.3, mely először tartalmazott teljes EFIKA támogatást. A telepítés ugyanakkor az átlagosnál mélyebb szakértelmet igényelt a relatív kisméretű (128 MB) memória miatt.
A MorphOS mellett a másik "amiga-szerű" operációs rendszer, az AROS portolása is folyamatban volt. 2008. szeptember végén futott le az leső értelmezhető eredménnyel a szoftver Efikán, majd 2009 tavaszára készült el az első működő teszt lemezképfájl (ISO).
2009 augusztus 25-én kezdték meg az Efika MX Open Client (hálózati kliens) értékesítését, elődjéhez hasonlóan három kiépítésben: Node, azaz hálózati csomópont; Basic, azaz grafikus hálózati kliens és Plus, mint teljes értékű háttértárral rendelkező munkaállomás.
2010 augusztus 27-én jelentették be az — i.MX51 alapú — Efika MX Smartbook laptopot, mely a Freescale ARM Cortex A8 egylapkás változatát tartalmazta. Hosszú akkumulátoridővel és aktív hűtés nélküli halk működéssel reklámozták 349 dolláros bevezető áron. Jelenleg már nem gyártják, kifutott termék.
2011 tavaszán kezdték meg az Efika MX Smarttop hálózati számítógépük értékesítését, mely i.MX515 ARM Cortex A8 processzor köré épült, de amely jelenleg már kifutott termék. Ugyanez év nyarán adták ki az i.MX53 alapú alaplapjukat, melyet asztali rendszerekbe és laptopokba egyaránt ajánlottak.

## EfikaPPC jellemzők

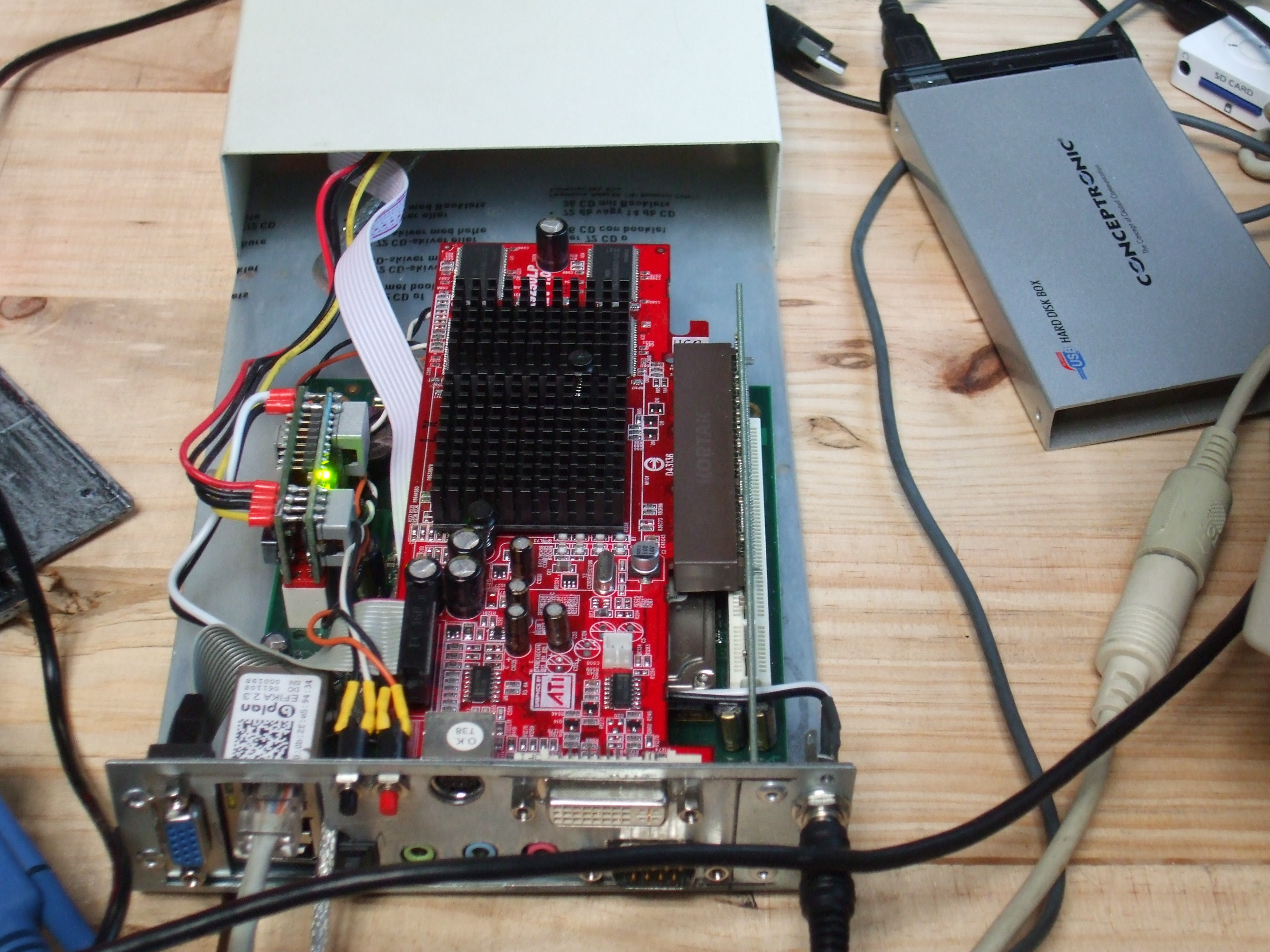
EfikaPPC ATI Radeon 9250 videókártyával

- Freescale 400 MHz MPC5200B (SoC) processzor (PPC e300)
- 128 MB 266 MHz DDR SDRAM
- IDE merevlemez (HDD) támogatás (44-tűs csatlakozó)
- Hajlékonylemez (FDD) támogatás
- PCI alrendszer (32 Bit / 66 MHz)
- AGP riser (opcionális)
- 2x USB 1.1 csatlakozó
- 10/100 Mbit/s Ethernet port
- Sztereó hang - be-/kimenet (Sigmatel STAC 9766 Codec)
- Soros port
- IrDA támogatás[4]

## Efika MX53 jellemzők
A köré épített laptopokat, tableteket nagy akkumulátor idő jellemzi. Netbookok gyártásához licencelték Latin-Amerikába, Kelet-Európába és Afrikába.
- Freescale i.MX53 1 GHz ARM Cortex-A8 processzor
- 1 GB 800 MHz DDR3 SDRAM
- 16 GB NAND flashmemória
- SD-kártya csatlakozó
- 2x USB 2.0 csatlakozó
- Sagrad W-LAN SG901-1098 IEEE 802.11 B/G/N
- Sztereó hang (Cirrus Logic CS42L52 24-bit codec)
- Méretek: 50mm x 100mm[21]

## Efika MX6 jellemzők
Jelenleg még inkább csak egy "proof of concept" megvalósítás.
- Freescale i.MX6 4-magos 1 GHz ARM Cortex-A9 processzor
- 1 GB 800 MHz DDR3 SDRAM
- 4 GB NAND flashmemória
- 2x SD-kártya csatlakozó
- 2x USB 2.0 csatlakozó
- 10/100 Mbit/s Ethernet port
- Sztereó hang (Cirrus Logic CS42L52 24-bit codec)
- HDMI kimenet
- bővítő csatlakozók PCIe, SATA, UART, JTAG, GPIO támogatáshoz
- Méretek: 100mm x 100mm[23]

## Operációs rendszer támogatás
- MorphOS, melyet eredetileg Pegasos-platformhoz fejlesztettek ki, de amely Efika alaplapokon is teljesértékűen fut.[3]
- AROS, melynek támogatása létezett, de nem vált elterjedtté.
- Linux, melynek különféle disztribúciói (pl. Debian, openSUSE stb.) jelenleg kernel-szinten támogatják az Efika modelleket. A CHRP-n alapuló PowerPC platformok támogatása azonban hamarosan megszűnik, így a EfikaPPC-n is csak egyre régebbi Linux-verziók fognak működni.[24]